# Franz Fuchs
Franz Fuchs, född 12 december 1949 i Gralla, död 26 februari 2000 i Graz, var en österrikisk xenofob terrorist som mellan 1993 och 1995 dödade fyra människor och skadade 12, varav en del allvarligt. Offren var dels invandrare och personer tillhörande minoritetsgrupper, dels personer och organisationer som engagerat sig för invandrare och flyktingar. Allvarligast var morden 1995 då han dödade fyra romer med en rörbomb fäst vid en skylt där det stod "Roma zurück nach Indien" ("Romer, åk tillbaka till Indien").
Mellan 1993 och 1996 skickade han brevbomber i fem omgångar. Första offret blev prästen August Janisch, som engagerat sig för flyktingar. Han skadade en hand och fick mindre skador i ansiktet.Mest känd av Fuchs offer var Wiens borgmästare Helmut Zilk, som förlorade två fingrar i explosionen. Polisen Theo Kelz förlorade bägge händerna under försök att desarmera en bomb med improviserat sprängmedel, funnen vid en skola. Bland offren fanns också Thomas Rother som allvarligt skadade högerhandens fingrar när han öppnade en försändelse till sin chef, viceborgmästaren i Lübeck Dietrich Szameit. Två av de skadade fick sina bomber skickade till sig i Tyskland.
Bland dem som Fuchs skickat brevbomber till men som inte blev skadade, oftast för att brevbomben upptäcktes i tid, fanns ministern Johanna Dohnal, Helmut Schüller som var chef för Caritas i Österrike, flera politiker tillhörande Die Grünen samt journalister, människor i sjukvården och hjälparbetare.
Den 1 oktober 1997 blev Fuchs utfrågad av polis då han i sin bil skuggat två kvinnor, i tron att de förföljde honom. När polisen frågade ut honom detonerade Fuchs, som vid det här laget uppenbarligen var paranoid, en bomb i sina händer mitt framför poliserna. I självmordsförsöket förlorade Fuchs båda händerna. Den 10 mars 1999 dömdes han till livstids fängelse. Stora delar av rättegången var Fuchs förvisad från rättssalen eftersom han störde rättegången med rasistiska slagord.
Den 26 februari 2000 påträffades Fuchs hängd i cellen med sladden till sin rakapparat. Dödsorsaken befanns vara självmord.